# Michael Chaplin
Michael Chaplin   (Santa Monica, 7 de març de 1946) és un actor estatunidenc. Va començar a actuar als sis anys, apareixent a la pel·lícula de 1952 Limelight.

## Biografia
És el segon fill del quart i últim matrimoni de Charlie Chaplin, amb l'actriu Oona O'Neill. A mitjans de la dècada de 1960 Chaplin va signar un contracte amb l'editorial Leslie Frewin per a publicar la seva autobiografia I Couldn't Smoke The Grass On My Father's Lawn, que va ser escrita amb Tom Merrin i Charles Hamblett. Es tracta d'una memòria hippie sobre drogues i rebel·lió contra un pare de fama mundial. Abans de la seva publicació, el seu pare va presentar una demanda judicial per a impedir-ne la publicació, argumentant que tindria un efecte perjudicial per a ell i la seva família. L'exigència va ser anul·lada pels jutges del tribunal d'apel·lació, que van considerar que el contracte de Chaplin era vinculant perquè tenia beneficis amb la publicació de l'obra, ja que iniciava la seva carrera d'escriptor.

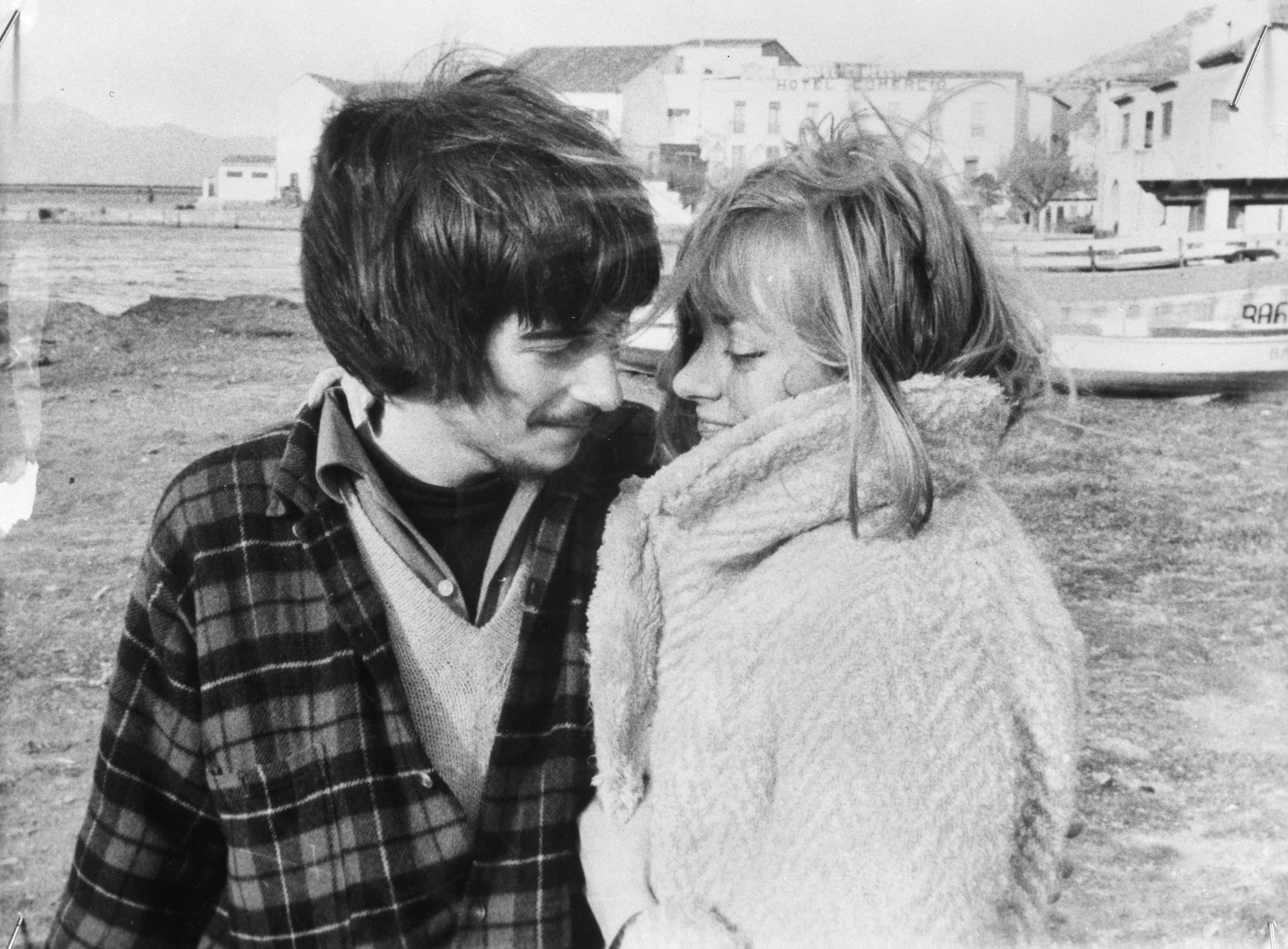
Michael Chaplin amb la seva xicota Patrice Johns abans del casament (1965)

A més, Chaplin és autor d'una novel·la, A Fallen God, una versió moderna de la història de Tristany i Isolda. La seva última participació en una pel·lícula, que també va ser la primera en 48 anys, va ser al curtmetratge del 2014 The Innovators, on va posar la veu del ministre.
Es va casar primer amb l'escriptora Patrice Chaplin, amb qui té dos fills. Més endavant es va casar amb la pintora Patricia Betaudier. Amb ella té cinc fills, entre els quals les actrius Carmen Chaplin i Dolores Chaplin.

## Filmografia
- Limelight (1952) com a infant de l'escena inicial (sense acreditar)
- A King in New York (1957) com a Rupert Macabee
- Promet-li qualsevol cosa (1965) com el beatnik Heathcliff (sense acreditar)
- The Sandwich Man (1966) com a Pavement Artist
- The Innovators (2014) com a la veu del ministre (curtmetratge)